# Feuerwehr Nürnberg

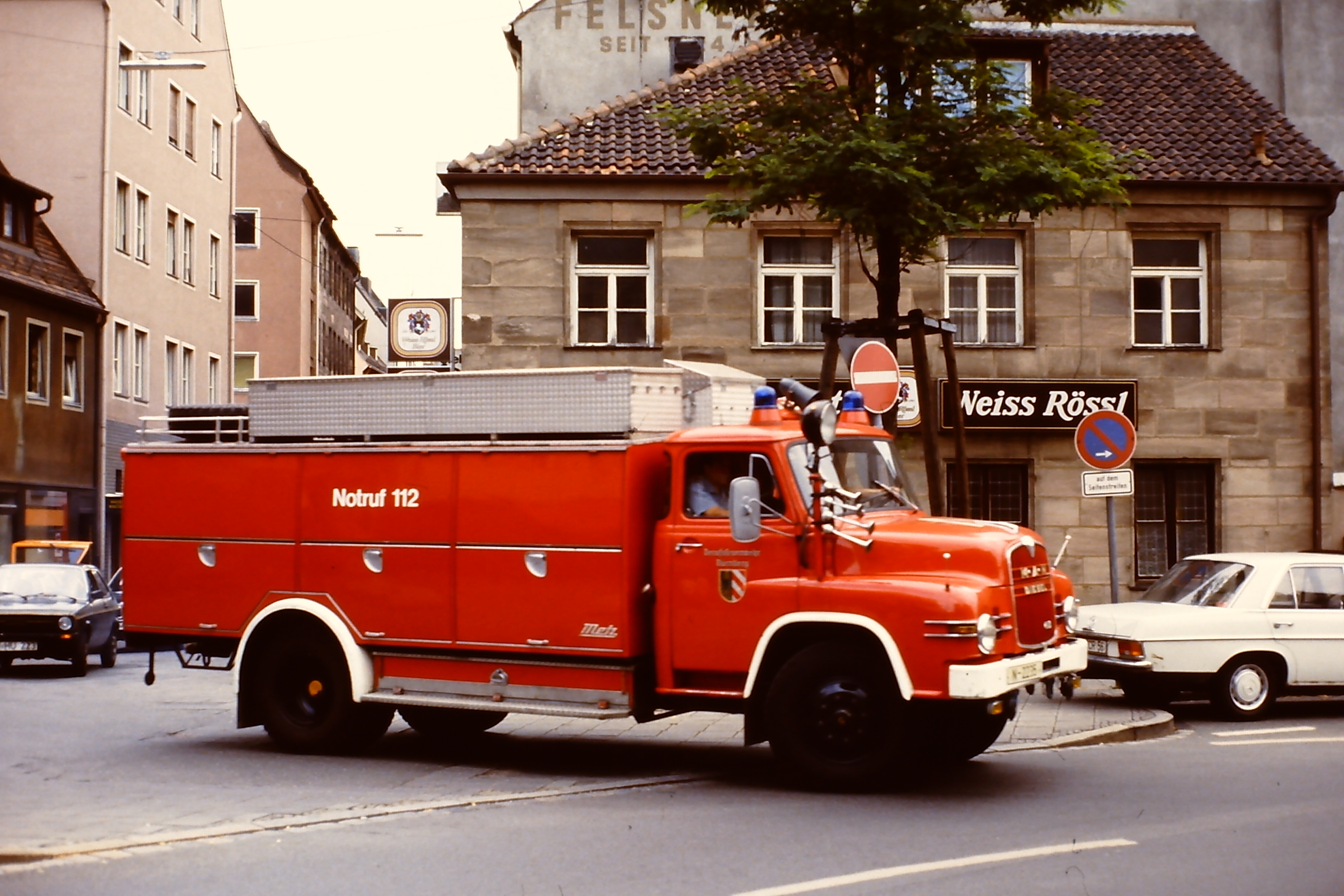
MAN Gerätewagen-Öl der Feuerwache 3

Die Feuerwehr der Stadt Nürnberg gliedert sich in eine Berufsfeuerwehr (rund 500 Beamte, fünf Feuerwachen) und eine Freiwillige Feuerwehr (rund 600 Mitglieder in 11 Freiwilligen Feuerwehren mit 18 Feuerwehrhäusern) auf. Die gesamte Feuerwehr ist organisatorisch dem 3. Bürgermeister der Stadt Nürnberg, Christian Vogel, unterstellt und wird vom Dienststellenleiter, Volker Skrok (Oberbranddirektor), geführt.

## Berufsfeuerwehr
Am 22. Januar 1875 wurde der Feuerwehr in Nürnberg durch den Stadtrat genehmigt, den ersten hauptamtlichen Brandmeister (damaliger Leiter der Feuerwehr) einzustellen. Zusätzlich wurde der Bau einer Zentralfeuerwache mit 30 Mann Besatzung und die Belassung zweier Nebenfeuerwachen mit je neun Mann Besatzung angewiesen. Im Jahr 1909 fand der 17. Deutsche Feuerwehrtag in Nürnberg statt.
Nachdem die Platzverhältnisse nicht mehr ausreicht hatten, wurde in den Jahren 1903 bis 1905 die Hauptfeuerwache am Kornmarkt abgetragen und neu gebaut. Mit dem Neubau der Feuerwachen West und Ost (Feuerwache 1 und Feuerwache 2), der Ausgliederung verschiedener Dienstleistungen wie z. B. der Straßenreinigung, die mit dem Feuerlöschwesen nicht länger vereinbar waren, und der Verbeamtung der städtischen Feuerwehrleute erhielt die Feuerwehr Nürnberg Mitte der 1920er Jahre erstmals annähernd ihre heutige Organisationsform. Während des Zweiten Weltkriegs wurde die städtische Berufsfeuerwehr im Rahmen der Gleichschaltung zur Feuerschutzpolizei und dem örtlichen Luftschutzleiter unterstellt.
Infolge der Luftangriffe auf Nürnberg wurde sie derart schwer in Mitleidenschaft gezogen, dass sie im Januar 1945 aufgegeben wurde. Nach dem Krieg wurde die Wache notdürftig wiederhergerichtet, ein Wiederaufbau wurde nicht in Betracht gezogen. Die Funktion der Feuerwehreinsatzzentrale übernahm die Feuerwache West (heutige Feuerwache 1), und etwa 500 Meter westlich der Hauptfeuerwache erfolgte bis 1960 der Neubau der Feuerwache Mitte (heutige Feuerwache 3) am Jakobsplatz. Die alte Hauptfeuerwache wurde anschließend abgerissen und das Areal vom Germanischen Nationalmuseum wurde übernommen.

### Personal der Berufsfeuerwehr
Rund 400 Einsatzbeamte umfasst das gesamte Personal der Berufsfeuerwehr Nürnberg an Beamten in einem 24-Stunden-Schichtdienst. Drei Dienstschichten (Schicht 1, 2 und 3) teilen sich diesen Dienst in einem regelmäßigen dreiwöchentlichen Turnus (sogenannte Dekaden), die einen planbaren Dienst auf längere Zeit im Voraus ermöglichen. 85 Funktionen sind insgesamt durch diese Einsatzbeamten täglich auf den fünf Feuerwachen der Berufsfeuerwehr und den Einsatzleitdienstfahrzeugen zu besetzen. Nachdem die Indienstnahme der Integrierten Leitstelle im Jahr 2010 erfolgt ist, ist die gemeinsame Alarmierung von Feuerwehr und Rettungsdienst im Leitstellenbereich Nürnberg, Nürnberger Land, Fürth, Fürth Land, Erlangen und Erlangen-Höchstadt möglich. Neben den im Regelfall nur im 24-Stunden-Schichtdienst tätigen Einsatzbeamten werden im Bereich des Einsatzführungsdienstes (Direktionsdienst, Inspektionsdienst und Führungsunterstützung/Ordonnanzdienst) Beamte im Mischdienst eingesetzt, die gleichzeitig in einem Sachgebiet/Abteilung eine Funktion wahrnehmen und deren Dienst eine Mischung aus Einsatzdienst und Bürodienst darstellt.
Rund 60 Beamte, Angestellte und Arbeiter, die in der Verwaltung, den Werkstätten (bspw. eigener Kfz-Werkstatt, Schreinerei) und als Reinigungskräfte auf den Feuerwachen tätig sind, vervollständigen den Personalpool der Berufsfeuerwehr Nürnberg.

### Ausbildung der Einsatzbeamten der Berufsfeuerwehr
Die Dienstrechtsreform in Bayern (Umsetzung in 11/2011) änderte die Laufbahnen im feuerwehrtechnischen Dienst in Bayern grundlegend. Als Ausbildungsordnung tritt für die Berufsfeuerwehren Bayerns die Fachverordnung für den feuerwehrtechnischen Dienst (FachV-FW) in Kraft. Die 2., 3. und 4. Qualifizierungsebene (QE) ersetzen den ehemaligen mittleren, gehobenen und höheren feuerwehrtechnischen Dienst. Das Lehrgangsportfolio umfasst den Grundlehrgang (B I) und die Rettungssanitäterausbildung (RS), die samt einer grundlegenden Maschinisten- und Lkw-Führerscheinausbildung die Ausbildung für den Einstieg in die 2. QE (Brandmeister) bilden. Die Führungsfortbildungen I (samt einer weiteren Fortbildungsmaßnahme als Qualifizierung für ein Amt der Besoldung nach A 8) und II und weiterführende Fortbildungen Gruppenführer-Einsatzdienst, Leitstelle oder Vorbeugender Brand- und Gefahrenschutz (als Qualifizierung für ein Amt der Besoldung nach A 9) bilden den Verlauf in der 2. QE. Seit dem Jahr 2012 werden keine Hauptbrandmeisterlehrgänge (B III) mehr durchgeführt, Auswahlverfahren in der 2. QE finden nicht mehr statt, da innerhalb der Laufbahnen keine Hemmnisse für den Beamten bestehen dürfen. Mit dem 1. Januar 2016 trat die Novellierung der FachV-FW in Kraft. Im Lehrgangsportfolio für die 2. QE sind neben dem Grundlehrgang (B I) und die Rettungssanitäterausbildung (RS) (samt einer grundlegenden Maschinisten- und Lkw-Führerscheinausbildung) nun eine Führungsfortbildung und eine der bereits genannten weiterführenden Fortbildungen vorgesehen als Qualifizierung für ein Amt der Besoldung nach A 9. Als Qualifizierung für ein Amt der Besoldung nach A 8 entfällt die Führungsfortbildung I. Nur noch die bereits genannte Fortbildung ist hier notwendig.
Die Ausbildungen B IV (Zugführer) und B VI (Verbandsführer) finden nur in Teilen am Standort Nürnberg statt (B I Lehrgang und gesammelte Fortbildungen für die Gruppenführerqualifikation), die weiterführenden Lehrgänge (B IV und B VI) werden an Landesfeuerwehrschulen im Bundesgebiet und in externen Hospitationsabschnitten bei anderen Dienststellen (Berufsfeuerwehren, Werkfeuerwehren oder Landesdienststellen für den Brandschutz) durchgeführt. Auch Bayern bildet den Führungsnachwuchs der 3. Qualifikationsebene aus. In einem Kooperationsprojekt der Arbeitsgemeinschaft der Leiter der Berufsfeuerwehren in Bayern (kurz: AGBF Bayern, Zusammenschluss aller bayerischen Berufsfeuerwehren) und der Staatlichen Feuerwehrschule in Geretsried werden am Standort Geretsried seit 2007 B IV Lehrgänge durchgeführt. Der größte Teil der Referenten kommt hierbei von den Berufsfeuerwehren selbst als Gastdozenten, die Räumlichkeiten und die Logistik der Feuerwehrschule runden dieses Lehrgangsangebot unter seinem Motto „aus der Praxis für die Praxis“ ab.
Natürlich bietet auch die Berufsfeuerwehr Nürnberg Auszubildenden für den gehobenen und höheren (Nomenklatur der meisten Bundesländer) feuerwehrtechnischen Dienst die Möglichkeit einer Hospitation im Einsatzdienst und in den Sachgebieten bzw. Abteilungen am Standort Nürnberg an. Dies wird jährlich vielfach wahrgenommen und hilft das Feuerwehrwissen der Standorte in Deutschland untereinander ständig wieder neu zu mischen und wach zu halten.

## Einsatzstatistik
In über 5000 Einsätzen leistet die Feuerwehr Nürnberg den Bürgern ihrer Stadt jährlich Hilfe. Ihr Einsatzspektrum ist groß und umfasst neben dem klassischen abwehrenden Brandschutz und der technischen Hilfeleistung auch den Gefahrstoffeinsatz, die Höhen- und Wasserrettung und den medizinischen Ersteinsatz an Einsatzstellen (als First Responder oder in der sogenannten Spitzenlastabdeckung mit dem eigenen Rettungswagen der Berufsfeuerwehr (Nürnberg 1-71-15)). Dabei konnten in der Vergangenheit direkt etwa 600 Bürger aus misslichen Lagen jährlich befreit oder gerettet werden. In gut 170 Fällen ist diese Lage ein Brand. Die Mehrzahl aller Einsätze der Feuerwehr Nürnberg sind jedoch technische Hilfeleistungen aller Art (ca. 2700 Einsätze). Dies muss kein Verkehrsunfall sein, meist sind es Türöffnungen, die Beseitigung von Sturmschäden, Wasserschäden oder sonstige denkbare Unglücksfälle, die sich in einer Großstadt wie Nürnberg täglich ereignen.

### Struktur im Einsatz
Die Grundkomponente des Einsatzes stellt der sogenannte Löschzug dar, der für die meisten Einsatzfälle ausgesprochen gut ausgestattet und vorbereitet ist. Die Feuerwehr Nürnberg verfügt darüber hinaus über eine Vielzahl an Sonderfahrzeugen und Gerätschaften, die diese Grundkomponente mit Spezialgerät tatkräftig unterstützen.

#### Löschzug
Der Löschzug der Berufsfeuerwehr Nürnberg besteht aus:
- 2 Hilfeleistungslöschgruppenfahrzeugen 20 (HLF 20; Hersteller: MAN/Rosenbauer, Baujahr 2014)
  - Besatzung: Zugführer (1. LF), Staffelführer, Maschinist, 2 Trupps

- 1 Drehleiter 23/12 (DLK 23/12; Hersteller: MAN/Magirus)
  - Besatzung: Fahrzeugführer, Maschinist

- 1 Kleinalarmfahrzeug (KLAF)
  - Besatzung: Fahrzeugführer, Maschinist.

#### Einsatzleitdienst
- Direktionsdienst (D-Dienst): Einsatzbeamter der 4., teils 3., Qualifikationsebene. Nimmt im Bedarfsfall die Funktion des Örtlichen Einsatzleiters (ÖEL) wahr.
- Inspektionsdienst (I-Dienst): Einsatzbeamter der 3. Qualifikationsebene.
- Ordonnanzdienst: Einsatzführungsgehilfe des Inspektionsdienstes, Beamter der 2. oder 3. Qualifikationsebene.

Zum Einsatz eines Löschzuges wird zusätzlich der Einsatzleitwagen (ELW) Inspektionsdienst (0/1/1/1/3) mit alarmiert. Ist der Inspektionsdienst in einem parallelen Einsatz gebunden, wird alternativ der ELW Direktionsdienst (1/0/0/1/2) alarmiert. Beim Einsatz mehrerer Löschzüge und bei besonderen Alarmierungsstichworten (beispielsweise Menschenleben in Gefahr) werden beide Einsatzführungsdienste alarmiert. Die Einsatzleitung liegt dann beim Direktionsdienst, während der Inspektionsdienst als Abschnittsleitung fungiert.
Das Rendezvous-System:
- Auf den Feuerwachen 1 und 4 (sogenannte Löschzugwachen) ist u. a. jeweils ein Löschzug stationiert.
- Auf den Feuerwachen 2, 3 und 5 (sogenannte Gruppenwachen) sind u. a. als Grundkomponenten ein HLF 20, eine DLK 23/12 und ein KLAF stationiert.

Um im Einsatz jedoch auch hier einen Löschzug einsetzen zu können, wird im sogenannten Rendezvous-System ein weiteres Löschgruppenfahrzeug alarmiert. Dieses Rendezvous-System wird für jede weitere notwendige Ergänzung angewendet.
Die Stationierung der verschiedenen Sonderfahrzeuge und -geräte ist dezentral auf den fünf Feuerwachen vorgesehen. Die Bildung von Schwerpunkten (beispielsweise Gefahrgut, Desinfektion, Strahlenschutz, Atemschutz und Höhenrettung) spielt bei der Fahrzeugverteilung die entscheidende Rolle.

## Feuerwachen

### Berufsfeuerwehr
Die Feuerwehr Nürnberg unterhält 5 Feuerwachen.

### Feuerwache 1
Reutersbrunnenstraße 63 | 49° 27′ 29,4″ N, 11° 2′ 42,8″ O
Die historische und denkmalgeschützte Feuerwache 1 (alt) (49° 27′ 12,6″ N, 11° 3′ 25″ O, aus dem Jahr 1902) entsprach in vielen Anforderungsbereichen nicht mehr den heutigen Standards. Aus diesem Grund entstand ab 2017 bis Anfang 2021 ein Neubau der Feuerwache im Kreuzungsbereich Maximilianstr./Reutersbrunnenstr. – nur wenige hundert Meter von der alten Feuerwache 1 entfernt. Seit dem Bezug im Februar 2021 findet der Wachdienst der Feuerwache 1 und das Sondergerätelager der Wache 2 in der neuen Wache statt. Die Räumlichkeiten der alten Feuerwache 1 soll kulturellen Zwecken zugeführt werden.

#### Strategische Schwerpunkte und Fach-/Sachgebiete
- Rettungsmedizinische Aus- und Fortbildung und ILS-Grundlagenausbildung
- Bekleidungskammer und Wäscherei
- Schreinerei
- Desinfektion und Dekontamination
- Strahlenschutz sowie Chemie- und abwehrender Umweltschutz mit dazugehöriger Messtechnik
- Sondergerätetechnik/-logistik
- Elektro- und Kommunikationstechnik (Brandmeldetechnik & Kabelnetz)[8]

#### Einsatzfahrzeuge
- ELW I-Dienst
- Löschzug (HLF 20, DLK 23/12, HLF 20)
- RTW
- KdoW
- SLF (Sonderlöschmittelfahrzeug)
- GW-G (Gefahrstoffe)
- GW-Meß
- GW-T (Transport)
- WLF (2 Fahrzeuge) mit diversen Abrollbehältern u. a. AB-Schaum, AB-Tank, AB-Schlauch

### Feuerwache 2
Veilhofstraße 30 | 49° 27′ 28,9″ N, 11° 6′ 24,7″ O

#### Strategische Schwerpunkte und Fach-/Sachgebiete
- Brandschutzerziehung
- Spezielle Rettung aus Höhen und Tiefen
- Höhenrettungsgruppe

#### Einsatzfahrzeuge
- ELW D-Dienst
- erweiterte Löschgruppe (HLF 20, DLK 23/12, KlaF)
- GW-HörG (Höhenrettungsgruppe)

### Feuerwache 3
Jakobsplatz 20 | 49° 26′ 55,6″ N, 11° 4′ 12,5″ O

#### Strategische Schwerpunkte und Fach-/Sachgebiete
- vorbeugender Brand- und Gefahrenschutz + Sicherheitswachen[9]
- Feuerwehrmuseum Nürnberg
- Medien- und Onlinebüro
- Fachgebiet Dienstsport
- Ölwehr

#### Einsatzfahrzeuge
- erweiterte Löschgruppe (HLF 20, DLK 23/12, KlaF)
- GW-Dekon-V (Dekontamination von Verletzten)

### Feuerwache 4
Regenstraße 4 | 49° 24′ 26,7″ N, 11° 4′ 2,7″ O
Direkt neben der Wache 4, in der Regenstraße 8, ist der Standort der ILS Nürnberg. Sie ist eingegliedert als Abteilung 6. Verantwortlich für den Großraum Nürnberg und den zugehörigen Gebietskörperschaften.

#### Strategische Schwerpunkte und Fach-/Sachgebiete
- Aus- und Fortbildung
- Sitz der Abteilungsleitungen 1–5
- schwere Technische Hilfeleistung
- Wasserrettung
- Atemschutztechnik und Werkstatt
- Kfz- und Lkw-Werkstätten
- Verwaltung
- Brandübungsanlage[11]

#### Einsatzfahrzeuge
- Löschzug (HLF 20, DLK 23/12, HLF 20)
- TLF 4000 (Tanklöschfahrzeug + VSA)
- RW (Rüstwagen)
- FwK 70 + GW-Kran (Gerätschaften für den Kran)
- GW-AW (Atemschutz & Wasserrettung)
- WLF (2 Fahrzeuge) mit diversen Abrollbehältern u. a. AB-Mulde, AB-Hytrans, AB-Wasser
- GW-T (Transport)

### Feuerwache 5
Karl-Schönleben-Str. 80 | 49° 25′ 0,4″ N, 11° 7′ 26,5″ O

#### Strategische Schwerpunkte und Fach-/Sachgebiete
- zentrale Schlauch- und Feuerlöscherwerkstatt
- Sachgebiet Brandschutzunterweisung
- Örtliche Einsatzleitung
- Stabsräume für Großschadens- und Katastrophenfall

#### Einsatzfahrzeuge
- erweiterte Löschgruppe (HLF 20, DLK 23/12, KlaF)
- ELW 2